# Джон Хенри Хаус
Джон Хенри Хаус (на английски: John Henry House) е американски протестантски мисионер, действал на Балканите в края на XIX и началото на XX век.

## Биография
Роден е на 29 май 1845 в Пейнсвил, Охайо, в семейство на ковача, фермер и аболиционист Джон Хаус IV. В 1872 година се жени за Сюзан Аделин и в същата година Джон Хенри Хаус заминава с жена си за Балканите, където е протестантски мисионер. Работят като мисионери първо в Ески Заара, тогава в Османската империя, днес Стара Загора, България. След това се мести в Самоков. Негова помощничка е Елън Мария Стоун и с нея обикаля българските селища в Македония. В 1892 година посещава заедно с мис Стоун Струмица, Моноспитово, Радовиш, Неврокоп, Банско.
В 1894 година Хаус се мести от Самоков в Солун, където оглавява протестантската мисия.
В 1904 година открива в покрайнините на Солун, когато градът е все още в Османската империя, земеделско-индустриален институт, в който обучението е на български език, и чиито първи ученици са българчета сираци от Илинденско-Преображенското въстание. Основава училището заедно с жена си Сюзан Аделин и Едуард Бел Хаскел. Идеята на Хаус е „образование на цялата личност: главата, ръцете, сърцето“. Езикът на преподаване в училището е българският, преподаван от основателя на училището Хаус и дъщеря му. Училището предлага обучение по земеделие, градинарство, лозарство, животновъдство и бубарство, както и земеделски умения като дърводелство, зидарство и ковачество.
Джон Хенри Хаус умира на 19 април 1936 година в Солун.